# معركة سول الأولى
كانت معركة سول الأولى (الاسم الكوري الشمالي: تحرير سول) هي استيلاء كوريا الشمالية على العاصمة الكورية الجنوبية سول في بداية الحرب الكورية.

## الخلفية
في 25 يونيو 1950، عبرت قوات الجيش الشعبي الكوري خط عرض 38° شمال وغزت كوريا الجنوبية. استخدم الجيش الشعبي الكوري غزوًا بأسلوب الحرب الخاطفة باستخدام دبابات تي-34 مدعومة بالمدفعية. لم يكن لدى جيش جمهورية كوريا أي وسائل لوقف هجوم الدبابات لأنه كان يفتقر إلى الأسلحة المضادة للدبابات وليس لديها دبابات على الإطلاق.

## المعركة
في 28 يونيو، هدمت جمهورية كوريا الجسر عبر نهر هان محاصرةً جنود من الفرقة الخامسة ومتسببةً في مقتل مئات اللاجئين الذين كانوا يخلون المدينة. تمكنت القوات الكورية الشمالية من عبور النهر في وقت لاحق من ذلك اليوم واحتلال سول.

## العواقب
في 30 يونيو، أصدر رئيس الولايات المتحدة هاري س. ترومان بيانًا أشار فيه إلى أن غزو كوريا الجنوبية قد زاد من تهديد الشيوعية لمنطقة المحيط الهادئ والولايات المتحدة. وردًا على الغزو، أمر ترومان الولايات المتحدة بتقديم المساعدة بالقوات الجوية والبرية في كوريا. علاوةً على ذلك، أمر ترومان أسطول الولايات المتحدة السابع بمنع أي هجوم على فورموزا وعزز قوات الولايات المتحدة في الفلبين.
نتيجة لغزو كوريا الشمالية، أصدر مجلس الأمن التابع للأمم المتحدة قراره رقم 84. سمح القرار باستخدام علم الأمم المتحدة في العمليات ضد القوات الكورية الشمالية والدول المشاركة. قدم مجلس الأمن التابع للأمم المتحدة توصية للأعضاء لتقديم المساعدة إلى جمهورية كوريا في صد هجوم كوريا الشمالية واستعادة السلام والأمن في جميع أنحاء العالم.